# Tátrai Zsuzsanna
Tátrai Zsuzsanna (Budapest, 1945. április 8. –) magyar néprajzkutató, a néprajztudomány kandidátusa, a Magyar Tudományos Akadémia Bölcsészettudományi Kutatóközpont Néprajztudományi Intézete Archiválva 2020. augusztus 3-i dátummal a Wayback Machine-ben Folklór Témacsoportjának nyugalmazott tudományos főmunkatársa.

## Családja
Édesapja Tátrai Vilmos hegedűművész. Férje Fülöp Attila operaénekes volt. Gyermekeik: Fülöp Zsuzsanna (1968) opera-énekesnő, Fülöp Attila (1970) evangélikus lelkész és Fülöp Judit (1981) közgazdász.

## Pályája
Az Eötvös Loránd Tudományegyetem Bölcsészettudományi Karán 1968-ban szerzett etnográfusi és középiskolai történelemtanári diplomát. A diploma megszerzését követően egykori csoporttársai közül Szemerkényi Ágnessel, Küllős Imolával és Sárkány Mihállyal együtt kerültek az Ortutay Gyula által nem sokkal korábban alapított akadémiai kutatóhelyre. A Magyar Tudományos Akadémia Néprajzi Kutató Csoportjának (az intézmény neve 1991-től MTA Néprajzi Kutatóintézete) először tudományos munkatársa volt, majd 1997-től nyugdíjba vonulásáig, 2011-ig tudományos főmunkatársa. 1979-ben summa cum laude minősítéssel doktorált, 1997-ben megszerezte a néprajztudomány kandidátusa fokozatot. Diplomamunkáját, doktori és kandidátusi disszertációját egyaránt a magyar népszokások témaköréből írta.

## Tudományos munkássága
Az akadémiai kutatóintézet számos kiemelt vállalkozásában vett részt. Többek között Nógrádsipek folklórjának jelenkutatásában az 1970-es években, a Magyar Néprajzi Lexikon szócikkeinek megírásában (elsősorban a kalendáriumi és az emberi élet szokásai tárgykörből); a Magyar Néprajz című kézikönyvsorozat V. és VII. köteteiben A gyermekkor költészete, valamint Jeles napok – ünnepi szokások című fejezetek, majd az I. 1. kötetben A magyar folklorisztika a 20. század második felében (1949–1990) rész szerzőjeként. A VI. kötetnek pedig egyik szerkesztője volt. 1987–1994 között az ő sorozat-szerkesztésében jelentek meg a Folklór és Tradíció kötetei. 
A Rendszerváltás elnevezésű kutatási projektben a Szokásrendszerek, az ünnepi és a mindennapi élet kultúrájának átalakulása téma felelőse volt. 2004-ben e kutatási program keretében rendezte meg az Ünnepek, ünneplés tegnap és ma című konferenciát, amelynek előadói az ünnepi szokások 21. századi továbbélésének lehetőségeit és formáit, a hagyományápolás és továbbadás új útjait, valamint a hagyományteremtés kortárs kezdeményezései elemezték. 
OTKA-program keretében kezdett hozzá egy számítógépes szokáskatalógus kiépítéséhez, majd a Kárpát-medence néphagyományai szakértői rendszerben folytatta a publikált és kéziratos népszokásgyűjtések adatbázisba rendezését, hogy mind a kutatás, mind az érdeklődő nagyközönség számára digitálisan elérhetőek legyenek a magyar szokásanyagok.
Előadója, majd szerzője volt az akadémiai intézet Folklór Osztálya által szervezett Folklór a magyar művelődéstörténetben elnevezésű tudományközi konferenciasorozatnak (2004–2008), majd az előadások anyagából szerkesztett tanulmányköteteknek.
Ötletadója és egyik szócikkírója az MTA BTK Néprajztudományi Intézet Archiválva 2020. augusztus 3-i dátummal a Wayback Machine-ben jelenleg futó kiemelt vállalkozásának, a készülő Magyar Népköltészeti Lexikonnak. A szerzők célkitűzése egyrészt a folklorisztika alapfogalmainak újragondolása, korszerű újraértelmezése, másrészt a népköltészet legjelentősebb műfajairól, legfontosabb típusairól, motívumairól, előadóiról és a tudományszak legjelesebb kutatóiról készítenek a legfrissebb hazai és nemzetközi szakirodalom eredményeit is összegző szócikkeket.
Számos publikációja született a különböző korcsoportok szokásköltészetéről, különösen a gyermekek és a nagylányok folklórját vizsgálja, ennek egyik jelentős összefoglalása az 1994-ben megjelent Leányélet című könyve.
Kutatja az evangélikus vallási néprajz jelenségeit. 1997-ben látott napvilágot Karácsony Molnár Erikával közösen írt munkája a Jeles napok, ünnepi szokások című könyvük, amelynek népszerűségét jelzi, hogy a mű azóta több kiadást megért. A pünkösdnek jeles napján… – Pünkösd a 19–20. századi néphagyományban című monográfiáját 2010-ben adta ki az Akadémiai Kiadó.
Kötete a magyar pünkösdi hagyományok monografikus néprajzi feldolgozása, sok évtizedes tudományos munkájának összegzése. Publikált és publikálatlan, adattári és saját gyűjtésű anyagok rendszerezése nyomán mutatja be a magyar nyelvterület jellegzetes pünkösdi hagyományait.

## Tudománynépszerűsítő és oktatási tevékenysége
Már pályakezdőként közreműködött a professzora, Ortutay Gyula által létrehozott Kis magyar néprajz című rádiósorozatban, amelynek előadói Ortutay korábbi tanítványai, az akadémiai kutatóhely fiatal munkatársai voltak. Tátrai Zsuzsanna nem csak előadója volt a műsornak, hanem éveken át részt vett a rádiós előadássorozat szerkesztésében is. 1982 óta rendszeresen tart előadásokat pedagógus továbbképző tanfolyamokon a jeles napok, ünnepi szokások, az emberi élet szokásai, gyermekfolklór témakörökben. Tanított az Evangélikus Hittudományi Egyetemen, a Budapesti Tanítóképző Főiskolán, a szarvasi Brunszvik Teréz Óvóképző Intézetben, a Táncművészeti Egyetemen, előad a váci Apor Vilmos Katolikus Főiskolán. 1986–2003 között tagja volt a Magyar Néprajzi Társaság választmányának, két cikluson keresztül pedig a társaság titkára volt, szerkesztette a Néprajzi Hírlevelet. Kitartó szorgalmát, munkabírását bizonyítja, hogy elkészítette a társaság lapjának, az Ethnographiának 1940–1969 közötti tárgy- és névmutatóját. Jelenleg is aktív támogatója a Néprajzi Gyűjtő Szakosztály tevékenységének, bírálatokkal, előadásokkal segíti a Tradíció Néprajzi Gyűjtőpályázat munkáját.